# Fonema
El fonema (del grec φώνημα, 'so de la veu') és l'abstracció del so, és a dir, la realització ideal d'un so sense tenir en compte com es pronuncia realment en un context concret. Cada llengua té un nombre finit de fonemes, que actuen com a unitats mínimes per distingir significats entre paraules. Així, en català, la S sorda /s/ i la S sonora /z/ són fonemes, puix que destrien, per exemple, els mots rosa (flor) i rossa (de cabells clars), mentre que, en castellà, aquesta distinció és una simple variant, i no pas un fonema. Els fonemes es poden transcriure emprant l'alfabet fonètic internacional (API, per la seva sigla en francès) i constitueixen l'objecte d'estudi principal de la fonètica, una de les branques de la filologia.
Els fonemes no són sons amb entitat física, sinó abstraccions mentals o formals dels sons de la parla. En aquest sentit, un fonema pot ser representat per una família o classe d'equivalència de sons (tècnicament anomenats fons), que els parlants associen a un so específic durant la producció o la percepció de la parla. Així, per exemple, en català, el fonema /d/ [+obstruent, +alveolar, +sonor] pot ser articulat com a oclusiva [d] a principi de paraula o després de nasal o pausa llarga, però és pronunciat com una consonant aproximant [δ] entre vocals o entre vocal i líquida. Així, /dada/ es pronuncia [daδa], on el primer i el tercer sons difereixen en el grau d'obstrucció, encara que són semblants en una sèrie de trets, els propis del fonema.

## Antecedents i idees relacionades
Se sap que el terme phonème (del grec antic: φώνημα, phōnēma) fou usat pel primer cop per Antoni Dufriche-Desgenettes el 1873, però solament per a referir-se al so de la parla. El terme fonema com a abstracció va ser desenvolupat pel lingüista polonès Jan Niecisław Baudouin de Courtenay i pel seu alumne Mikołaj Kruszewski durant els anys 1875-1895. El terme que van fer servir ambdós fou fonema, la unitat bàsica del que ells van anomenar psicofonètica. El concepte de fonema fou elaborat després en les obres de Nikolai Trubetzkoi i altres membres de l'Escola de Praga durant els anys 1926-1935 i d'alguns estructuralistes, com Ferdinand de Saussure, Edward Sapir i Leonard Bloomfield. Alguns estructuralistes (però no pas Sapir) van rebutjar la idea d'una funció psicolingüística o cognitiva del fonema.
Posteriorment, el terme va ser usat i redefinit en la lingüística generativa, de manera especial per part de Noam Chomsky i Morris Halle, i roman com a centre de moltes idees en el desenvolupament de la moderna fonologia. Com a concepte teòric o model, tanmateix, ha estat complementat i fins i tot substituït per d'altres.
Alguns lingüistes, com ara Roman Jakobson i Morris Halle, proposaren que els fonemes podien ser descomponibles posteriorment en trets distintius; aquesta mena de característiques serien els autèntics constituents mínims del llenguatge. Les característiques se solapen entre si en el temps, tal com ho fan els fonemes suprasegmentals en la llengua oral i molts fonemes en les llengües de signes. Les característiques es poden descriure de diverses maneres: Jakobson i els seus companys les defineixen en termes acústics, Chomsky i Halle usaren una base predominantment articulatòria, tot i que mantingueren algunes característiques acústiques, mentre que el sistema de Ladefoged és purament articulatori, a part de l'ús del terme acústic "sibilant".
En la descripció d'algunes llengües, el terme cronema ha estat usat per indicar longitud contrastiva o duració de fonemes. En llengües en les quals els tons són fonèmics, els fonemes tonals poden ser anomenats tonemes. No tots els estudiosos que treballen en aquests idiomes utilitzen aquests termes, que poden considerar obsolets.
Per analogia amb el fonema, els lingüistes han proposat altres tipus d'objectes subjacents, i els han donat noms amb el sufix -ema, com ara morfema i grafema. Aquests, de vegades, es diuen unitats èmiques. Aquest últim terme va ser utilitzat per primera vegada per Kenneth Pike, que també va generalitzar el concepte d'emic-ètic (de fonèmic i fonètic, respectivament) a les aplicacions externes a la lingüística.

### Fon i fonema
Un so o fon es caracteritza per una sèrie de trets fonètics i articulatoris. El nombre d'aquests trets i la seva identificació és tasca de la fonètica. Un fon és qualsevol de les possibles realitzacions acústiques d'un fonema.
La fonologia, en canvi, no necessàriament tracta ens clarament definibles en termes acústics. Com a realitat mental o abstracta, un fonema no ha de tenir tots els trets fonètics especificats. Per exemple, en diverses llengües, l'aspiració és rellevant per distingir uns parells mínims, però un fonema es pot pronunciar més o menys aspirat segons el context i la variant lingüística del parlant; en canvi, en general, per a un fonema en català no està especificat el grau d'aspiració. Per contra, en llengües com el xinès mandarí o el coreà, un fonema té predefinit el tret d'aspiració.
El nombre de fonemes d'una llengua és finit i limitat i el nombre d'al·lòfons potencialment definibles, especialment si especifiquem trets fonètics molt subtils, és potencialment il·limitat. Varia segons el context fonètic i l'articulació lingüística individual dels parlants, i el seu estudi és una tasca de l'anomenada fonètica experimental. Pel que fa al nombre de fonemes, no ha de ser fix i pot canviar amb el canvi lingüístic; de fet, en un instant donat, pot ser que es puguin construir dos sistemes fonològics amb diferent nombre de fonemes si s'introdueixen regles de pronunciació més complexes. No obstant això, en la majoria d'anàlisis, es considera que el català té set fonemes vocàlics ben clars: /a/, /ę/, /ẹ/, /i/, /ǫ/, /ọ/, i /u/, amb /ę/ i /ǫ/ que són fonemes oberts enfront dels corresponents tancats. Tots aquests fonemes són molt generals entre les llengües romàniques occidentals, excepte en castellà.
En el cas del castellà, aquesta xifra és de 5 vocals, to i no totes les varietats del castellà tenen el mateix nombre de fonemes, especialment els consonàntics.

### Característiques
El fonema és una unitat fonològica diferenciadora, indivisible linealment i abstracta.
- Diferenciadora, perquè cada fonema es delimita dins del sistema per les qualitats que el distingeixen dels altres i, a més, és portador d'una intenció significativa especial. Per exemple:

/ potable / i / bota / són dues paraules que es distingeixen semànticament pel fet que / b / s'oposa a / p / per la sonoritat.
- Indivisible, ja que no es pot descompondre en unitats menors. Per exemple:

la síl·laba o el grup fònic sí que es poden fraccionar. Una anàlisi detallada del fonema revela que està format per un feix de diversos elements fònics anomenats trets distintius. La combinació forma l'inventari de fonemes. L'inventari de trets distintius és, així mateix, limitat i ve a constituir una mena de tercera articulació del llenguatge.
- Abstracta, perquè no són sons, sinó models o tipus ideals de sons. La distinció entre so i fonema ha estat una gran troballa en els últims temps.

### Definició formal de fonema
Donada la distinció entre fonema i fon, hi ha una altra manera de concebre un fonema com una especificació incompleta de trets fonètics. Aquesta relació és, de fet, equivalent a la del fonema com a conjunt de fons: el fonema seria el conjunt de trets fonètics comuns a tots els fons que formen la classe d'equivalència del fonema.
Més formalment si {\displaystyle /f/\;} és un fonema que pot ser articulat com tot un conjunt de fonos {\displaystyle \{\phi _{1},\phi _{2},...,\phi _{n}\}\;}, llavors podem definir una relació de pertinença de cada un d'aquests al·lòfons al fonema si definim la funció {\displaystyle {\mbox{rasg}}(\cdot )\,} que assigna a cada telèfon o fonema el conjunt de trets rellevants. Un al·lòfon és una realització possible un fonema si pertany a la classe d'equivalència de sons associada al fonema, que en termes de trets equival a:
{\displaystyle \phi _{j}\in /f/\Rightarrow {\mbox{rasg}}(/f/)\subset {\mbox{rasg}}(\phi _{j})}
En canvi a partir del conjunt de fonos del mateix fonema {\displaystyle \{\phi _{1}^{f},\phi _{2}^{f},...,\phi _{n}^{f}\}\;} es pot definir el conjunt de trets rellevants per a definir el fonema:
{\displaystyle {\mbox{rasg}}(/f/)={\mbox{rasg}}(\phi _{1}^{/f/})\bigcap {\mbox{rasg}}(\phi _{2}^{/f/})\bigcap ...\bigcap {\mbox{rasg}}(\phi _{n}^{/f/})}
Podem aplicar les idees anteriors a analitzar els fonemes obstruents / b, d, g / de l'espanyol. Com és sabut entre aquestes podem distingir una relització oclusiva i una altra aproximant, de manera que podem escriure:
{\displaystyle \{[b],[\beta ]\}\in /b/\qquad \{[d],[\delta ]\}\in /d/\qquad \{[g],[\gamma ]\}\in /g/}
I si introduïm un conjunt de trets fonètics rellevants com [+ obstruent], [+ oclusiu], [+ aproximant], [+ labial], [+ alveolar], [+ vetllar], [-fricatiu], [+ sonor], ... s'ha de:
| fonema                                                                                   | tret | relació                                                            |
| ---------------------------------------------------------------------------------------- | --- | ------------------------------------------------------------------ |
| {\displaystyle {\begin{matrix}{\mbox{rasg}}([b])\\{\mbox{rasg}}([\beta ])\end{matrix}}}  | {\displaystyle {\begin{matrix}\{[+obstr][-fric][+ocl][+lab][+son]\}\\\{[+obstr][-fric][+ocl][+lab][+son]\}\end{matrix}}} |                                                                    |
| {\displaystyle {\mbox{rasg}}(/b/)\,}                                                     | {\displaystyle \{[+obstr][-fric][+lab][+son]\}\,}                                                                        | {\displaystyle {\mbox{rasg}}([b])\bigcap {\mbox{rasg}}([\beta ])}  |
| {\displaystyle {\begin{matrix}{\mbox{rasg}}([d])\\{\mbox{rasg}}([\delta ])\end{matrix}}} | {\displaystyle {\begin{matrix}\{[+obstr][-fric][+ocl][+alv][+son]\}\\\{[+obstr][-fric][+ocl][+alv][+son]\}\end{matrix}}} |                                                                    |
| {\displaystyle {\mbox{rasg}}(/d/)\,}                                                     | {\displaystyle \{[+obstr][-fric][+alv][+son]\}\,}                                                                        | {\displaystyle {\mbox{rasg}}([d])\bigcap {\mbox{rasg}}([\delta ])} |
| {\displaystyle {\begin{matrix}{\mbox{rasg}}([g])\\{\mbox{rasg}}([\gamma ])\end{matrix}}} | {\displaystyle {\begin{matrix}\{[+obstr][-fric][+ocl][+vel][+son]\}\\\{[+obstr][-fric][+ocl][+vel][+son]\}\end{matrix}}} |                                                                    |
| {\displaystyle {\mbox{rasg}}(/g/)\,}                                                     | {\displaystyle \{[+obstr][-fric][+vel][+son]\}\,}                                                                        | {\displaystyle {\mbox{rasg}}([g])\bigcap {\mbox{rasg}}([\gamma ])} |

Fixat un conjunt de trets fonètics es poden definir els sons de la llengua, en principi no hi ha límit al fina que pugui ser la distinció que estableixen aquests trets potencialment la llisa de sons pot fer-se tan gran com es vulgui si s'inclouen més i més trets. No obstant això el nombre de fonemes és un assumpte diferent, ja que molts dels anteriors sons seran equivalents des del punt de vista lingüístic. Un sistema fonològic és un parell {\displaystyle {\mathcal {F}}=(F,{\mathcal {R}})} on {\displaystyle F\,} és un inventari de fonemes abstractes definits per uns pocs trets del conjunt total (les llengües naturals entre 1 o 2 desenes fins a 4 o 5 desenes de fonemes), i {\displaystyle {\mathcal {R}}}és el conjunt de regles que en funció del context relatiu d'aparició dels fonemes defineixen totalment els trets fonètics, així el conjunt de regles pot pensar-se com una aplicació del conjunt de seqüències admissibles de fonemes al conjunt de seqüències admissibles de sons:
{\displaystyle {\mathcal {R}}:\Sigma _{0}(F)\to \Sigma _{0}(S)}
On {\displaystyle \Sigma _{0}(F),\Sigma _{0}(S)\,} representen el conjunt de seqüències finites de fonemes i el conjunt de seqüències finites de sons o lòfons.

### Unitats èmiques
Un fonema es considera una unitat èmica o mínima intrínseca de la llengua, és a dir l'element més petit en el qual es pot partir una tira fònica. Aquest caràcter és controvertit, ja que alguns autors creuen que les unitats mínimes en fonètica són els trets articulatoris. Els fonemes formen part d'un grup d'unitats èmiques en lingüística equivalents en cada nivell d'anàlisi de la llengua: en morfologia la unitat equivalent és el morfema i en semàntica seria el sema.

## Interpretacions

### Estructuralisme
D'acord amb la caracterització clàssica de estructuralisme fonemes són entitats abstractes d'un estudi sistematitzat del llenguatge.

### Fonemes com a unitats mentals (Chomsky)
Noam Chomsky i Morris Halle establiren una interpretació psicològica dels fonemes com a unitats mentals.
En el procés d'adquisició del llenguatge, el nen aprèn quines característiques fonètiques d'un so són essencials per al significat d'una paraula són essencials i quines no ho són. Prenent com a base el curs d'aquest procés, les categories són vistes com a correspondències mentals (representacions) del fonema, definit originalment de manera purament lingüística. D'acord amb aquest punt de vista, els fonemes tenen una existència independent en el sistema de processament de llenguatge mental del parlant: El sistema s'involucra, de fet, en el processament del llenguatge d'aquestes unitats cap enrere. (Una hipòtesi contrària seria l'afirmació que la impressió només es crea per la interacció de les paraules apreses i les percepcions individuals dels parlants. Les categories de fonemes es troben en el sistema a treballar.)
La influència d'aquestes categories de fonemes en la percepció pot ser especialment observada quan es tracta d'una llengua estrangera. Les distincions fonètiques que no juguen cap paper en la seva pròpia llengua, no són percebudes per l'oïda no entrenada en altres idiomes o són assignades incorrectament al mateix fonema.
Prendrem com a exemple el cas dels al·lòfons. En lingüística, un al·lòfon és cadascun dels fons o sons que en un idioma donat es reconeix com un determinat fonema, sense que les variacions entre ells tinguin valor diferenciador;
Si en un mot com apagar, la lletra "g" fos pronunciada com a "g" de "gat" (o sigui [g]) i no pas com a [Ɣ], de ben segur que un catalanoparlant no entendria un mot diferent si no es produeix aquesta variació mínima. En alguns idiomes, tanmateix, dos sons que podrien ser considerats al·lòfons per a un catalanoparlant, com ara [kʰ] i [k] són percebuts pels parlants nadius com a sons diferents, i la substitució d'un per l'altre pot canviar el significat d'un mot; això vol dir que en aquestes llengües, ambdós sons representen diferents fonemes (no són al·lòfons, doncs). Per exemple, en islandès, [kʰ] és el primer so de kátur que significa "alegria", mentre [k] és el primer so de gátur que significa "endevinalles". L'islandès, doncs, té dos fonemes separats /kʰ/ i /k/.

## Els sons consonàntics
Les consonants són els sons de la parla generats pel pas de l'aire per les cavitats superiors de l'aparell fonador (la faringe, la cavitat bucal i la cavitat nasal). Si la consonant és sonora, la vibració de les cordes vocals produeix un element sonor que s'afegeix al primer. Si la consonant és sorda, no hi ha vibració de les cordes vocals: aleshores el so resulta generat exclusivament pel pas de l'aire per les esmentades cavitats superiors de l'aparell fonador.

### Classificació de les consonants
Els factors de classificació de les consonants són bàsicament quatre: la sonoritat, el punt d'articulació, el mode d'articulació i la nasalització:

#### Mode d'articulació
El mode d'articulació es refereix a la manera com s'obstrueix el pas de l'aire. Segons la posició que els òrgans de la boca adopten per produir el so, els sons consonàntics s'organitzen en:

##### Bategants
El so prové de la contracció breu dels músculs d'un punt d'articulació sobre un altre
- Bategant alveolar sonora
- Bategant retroflexa
- Bategant labiodental

##### Oclusius
Són els sons en els quals es produeix una obstrucció total de l'aire de la boca que es resol amb una petita explosió. Se subdivideixen en:
| - Oclusiu alveolar sord - Oclusiu bilabial sord - Oclusiu dental sord - Oclusiu retroreflex sord - Oclusiu palatal sord - Oclusiu velar sord - Oclusiu uvular sord - Oclusiu epiglotal sord - Oclusiu glotal sord | - Oclusiu alveolar sonor - Oclusiu bilabial sonor - Oclusiu dental sonor - Oclusiu retrofelx sonor - Oclusiu palatal sonor - Oclusiu velar sonor - Oclusiu uvular sonor |

##### Fricatius
Els òrgans de la boca s'acosten sense arribar a tocar-se i l'aire passa fregant aquests òrgans. El so surt en un flux continu del qual es pot controlar la durada. Se subdivideixen en:
| - Fricatiu bilabial sord - Fricatiu labiodental sord - Fricatiu dental sord - Fricatiu alveolar sord - Fricatiu postalveolar sord - Fricatiu retroflex sord - Fricatiu palatal sord - Fricatiu velar sord - Fricatiu uvular sord - Fricatiu faringi sord - Fricatiu glotal sord | - Fricatiu bilabial sonor - Fricatiu labiodental sonor - Fricatiu dental sonor - Fricatiu alveolar sonor - Fricatiu postalveolar sonor - Fricatiu retroflex sonor - Fricatiu palatal sonor - Fricatiu velar sonor - Fricatiu uvular sonor - Fricatiu faringi sonor - Fricatiu glotal sonor |

##### Africats
Tenen dues fases: primer una oclusió i després una fricció. Se subdivideixen en:
- Africats alveolars sonors
- Africats postalveolars sonors
- Africat postalveolar sord

##### Nasals
L'aire surt per la cavitat nasal. Se subdivideixen en:
| - Nasal alveolar sonor - Nasal bilabial sonor - Nasal labiodental sonor - Nasal palatal sonor | - Nasal retroflex sonor - Nasal uvular sonor - Nasal velar sonor |

##### Laterals
L'aire surt en un flux continu pels dos costats o per un dels costats de la llengua. Se subdivideixen en:
- Lateral aproximant alveolar sonor
- Lateral aproximant alveolar sonor velaritzat
- Lateral aproximant palatal sonor
- Lateral aproximant retroflex sonor
- Lateral aproximant velar sonor

##### Vibrantso ròtics
El so està format per una sèrie de petites explosions o vibracions. Se subdivideixen en:
- Vibrant alveolar sonor
- Vibrant bilabial sonor
- Vibrant uvular sonor

##### Aproximants
El pas de l'aire resta restringit però no hi arriba a haver una fricció gaire forta. Se subdivideixen en:
- Aproximant alveolar sonor
- Aproximant labiodental sonor
- Aproximant labiovelar sonor
- Aproximant palatal sonor
- Aproximant velar sonor

#### Punt d'articulació
El so d'una consonant és creat, parcialment o total, pel pas de l'aire per les cavitats superiors de l'aparell fonador. Per a produir la consonant es produeix un obstacle al pas de l'aire que origina el so consonàntic. Aquest obstacle es pot produir en un lloc variable que s'anomena punt d'articulació. Segons on estigui situat el punt d'articulació classifiquem els sons consonants en:
| - Alveolars - Bilabials - Dentals - Faringis - Interdentals | - Labiodentals - Mediopalatals - Palatals - Prepalatals - Velars |

#### Sonoritat
- Consonants sonores (hi ha vibració de les cordes vocals)
- Consonants sordes (no hi ha vibració de les cordes vocals)

El trajecte de l'aire. Des d'aquest punt de vista hi ha sons:
- Orals (sense ressonàncies nasals). La gran majoria de sons consonàntics ho són, per això no s'explicita: [t], to
- Nasals (amb ressonàncies procedents de les cavitats nasals): [n], ni

Les consonants poden ser nasalitzades si es deixa escapar l'aire pels forats del nas.

#### Altres característiques rellevants
Algunes llengües tenen consonants que no comencen a articular-se amb l'aire dels pulmons, com passa per exemple en els clics, les implosives i les ejectives. En determinats idiomes, és fonèticament rellevant distingir entre consonants llargues i breus.

## Els sons vocàlics
Les vocals poden classificar-se segons diversos paràmetres:
- grau d'obertura, que diferencia vocals obertes, semiobertes, tancades i semitancades
- punt d'articulació, que distingeix entre posteriors, centrals i anteriors
- nasalitat, que separa les vocals en orals i nasals
- tonicitat, que és el que marca que es tracti de síl·laba tònica o àtona (en la majoria de llengües)
- to, en aquelles llengües on és un paràmetre rellevant
- arrodoniment o no dels llavis en pronunciar-la

### En català
En català, cada una de les lletres vocals pot representar un o més fonemes:

#### A
- /a/ a oberta, com a pa
- /ə/ vocal neutra, com a conducta (Als dialectes del català oriental quan la a és àtona.)

#### E
- /e/ e tancada, com a més
- /ɛ/ e oberta, com a tres
- /ə/ vocal neutra, com a miren

#### I
- /i/ i tancada, com a riu
- /j/ i consonàntica, com a caiguda

#### O
- /ɔ/ o oberta, com a això
- /o/ o tancada, com a campió
- /u/ u, com a volem (Als dialectes orientals del català [llevat de gran part de Mallorca], només quan la o és àtona)

#### U
- /u/ u, com a un
- /w/ u consonàntica, com a diuen

## Freqüències
Cada llengua té un inventari de fonemes únic, n'hi ha que tenen poques distincions vocàliques, com l'aranda d'Alaska amb només dues vocals amb valor fonemàtic, mentre que d'altres com el taa en tenen més de 30. Igualment hi ha llengües que manquen d'un tipus sencer de consonants, mentre que altres presenten tots els modes d'articulació. Determinats idiomes asiàtics tenen un centenar de fonemes distintius i en canvi d'altres idiomes en reconeixen només una desena amb valor fonològic.
El sistema de vocals més comú és el que usa entre d'altres el castella: /a/, /e/, /i/, /o/, /u/. Les consonants més freqüents són les oclusives sordes /p/, /t/, /k/ (destaca l'excepció de l'àrab que no contempla el so /p/) i les dues nasals /m/ i /n/. No és estrany que aquests sons siguin alhora dels primers pronunciats pels nadons i que constitueixin les arrels dels mots per als pares en molts idiomes.
La fonotàctica és la branca de la fonètica que estudia quins fonemes es donen a cada llengua, quines restriccions imposa al seu ús i quina és l'estructura bàsica de la síl·laba. Aquestes restriccions poden tenir a veure amb el tipus de síl·laba acceptable, al vet a determinades combinacions de fonemes o al llindar de perceptibilitat: hi ha alguns fonemes més perceptibles que d'altres, en funció de l'obstrucció al pas de l'aire i els idiomes poden optar per separar els fonemes no perceptibles entre si. Els fonemes més perceptibles són les vocals, seguits de les consonants líquides i nasals, després venen les fricatives i per acabar, les oclusives, on hi ha un tancament total del pas de l'aire.

## Neutralització i arxifonemes
Els fonemes que són contrastants en alguns ambients poden no ser-ho en tots els ambients. En els entorns en els que no fan contrast, el contrast es diu que és neutralitzat. En aquestes posicions, pot ser menys clar quin fonema representa un fonema donat. Alguns fonòlegs prefereixen no especificar un fonema únic en aquests casos, ja que fer-ho significaria proporcionar informació redundant o fins i tot arbitrària - sinó que fan servir la tècnica de subespecificació. Un arxifonema és un objecte que de vegades s'utilitza per representar un fonema subespecificat.
Un exemple de neutralització és proporcionat per les vocals russes /a/ i /o/. Els fonemes són contrastants en síl·labes accentuades, però en síl·labes àtones es perd el contrast, ja que tots dos són neutralitzats en un mateix so, en general [ə] (per a més a detalls, vegeu apofonia accentual en rus). Per tal d'assignar com un cas d'[ə] als fonemes /a/ i /o/, cal tenir en compte factors morfològics (per exemple, quina de les vocals es dona en altres formes de les paraules, o quin patró flexiu se segueix). En alguns casos això pot no donar una resposta inequívoca. Una descripció utilitzant l'enfocament de subepecificació no intentaria assignar [ə] per a un fonema específic en tots o alguns d'aquests casos, per bé que pot ser assignat a un arxifonema, alguna cosa escrita com |N|, el qual reflecteix els dos fonemes neutralitzats en aquesta posició.
El català neutralitza les vocals en la majoria de dialectes, la qual cosa pot donar lloc a alguns problemes a l'hora d'escriure el que hom parla. Així el verbs cosir, tossir, escopir, collir i sortir, que s'escriuen amb o en les formes en què la o és àtona, canvien a u en les tòniques, un fet que si no es coneix pot induir a escriure també u en les formes àtones.
Un exemple una mica diferent es troba en anglès, amb els tres fonemes nasals / m, n, n /. En posició final de paraula, tots aquests sons contrasten
sum /sʌm/ sun /sʌn/ sung /sʌŋ/
No obstant això, en anglès, abans d'una oclusiva com /p, t, k/ (sempre que no hi hagi morfema límit entre ells), només és possible una de les nasals en qualsevol posició:
/m/ abans de /p/, /n/ abans de /t/ o /d/ i /ŋ/ abans de /k/, com a limp, lint, link (/lɪmp/, /lɪnt/, /lɪŋk/
Els sons nasals per tant no contrasten en aquestes combinacions, i d'acord amb alguns teòrics això fa que sigui inadequat assignar els fons nasals que s'escolten aquí a un qualsevol dels fonemes (tot i que, en aquest cas, l'evidència fonètica és inequívoca). En el seu lloc, es poden analitzar aquests fons com a pertanyents a un sol arxifonema, alguna cosa escrita com |N|, i que l'estat de les representacions subjacents de limp, lint, link sigui |lɪNp|, |lɪNt|, |lɪNk|.
Aquest últim tipus d'anàlisi és sovint associat amb Nikolai Trubetskoi de l'Escola de Praga. Els arxifonemes sovint anotats amb majúscula entre barres, com en els exemples |A| i |N| les primeres preguntes. Altres formes del segon d'aquests podrien ser anotada inclouen |m-n-ŋ|, {m, n, ŋ}, o |n*|.
Per a un tipus especial de neutralització proposat a la fonologia generativa, vegeu neutralització absoluta.

## Correspondència entre lletres i fonemes
Els fonemes són considerats com la base dels sistemes d'escriptura amb alfabet En aquests sistemes, els símbols escrits (grafemes) representen, en principi, els fonemes de la llengua que escriuen. No obstant això, a causa dels canvis en el llenguatge parlat sovint no estan acompanyats per canvis en l'ortografia establerta (així com altres raons, incloent diferències dialectals, els efectes de morfofonologia en l'ortografia, i l'ús de grafies estrangeres per a alguns manlleus lingüístics). Així doncs la correspondència entre l'ortografia i la pronunciació d'una llengua determinada pot estar molt distorsionada, la qual cosa és força evident, per exemple, en el cas de l'anglès, el francès (l'ortografia del qual és molt conservadora) i en menor grau el català. (De vegades, però, aquestes discrepàncies es redueixen mitjançant l'establiment de pronunciació lletrejada.)
La correspondència entre els símbols i fonemes en els sistemes d'escriptura alfabètica no és necessàriament una bijectiva Un fonema pot ser representat per una combinació de dues o més lletres (dígrafs o fins i tot trígrafs), com <ix> en català, <sh> en anglès o <sch> en alemany (tots ells representants pel símbol /ʃ/). També una sola lletra pot representar dos fonemes, com la lletra russa я en algunes posicions o la lletra X en català (que pot ser /ks/ o /gz/ segons el mot). També poden existir normes d'ortografia / pronunciació (com els de la pronunciació de <c> en italià) que compliquen encara més la correspondència de lletres a fonemes, tot i que no tenen per què afectar la capacitat de predir la pronunciació de l'ortografia i viceversa, sempre que es coneguin les regles.
Per contra, hi ha llengües com el serbocroat on a cada lletra li correspon sempre un so, ja sigui escrit amb alfabet llatí o amb alfabet ciríl·lic.